# Agul
Pour les articles homonymes, voir agul (homonymie).
L'agul (en agul - aгьул чIaл) est une langue caucasienne du groupe des langues lezgiques (sous groupe nord du groupe lezghi oriental) de la famille des langues nakho-daghestaniennes, parlée au Daghestan par environ 23 000 locuteurs (estimation 2007).
L'agul est une langue qui peut s'écrire en cyrillique depuis 1992.

## Dialectologie
L'agul se divise en deux groupes dialectaux très distincts au point que l'intercompréhension n'est pas du tout évidente entre eux.[réf. nécessaire]

### Agul
(environ 19 000)
- Keren (agul oriental)
  - Sous dialecte richa
  - Sous dialecte bedyuk
  - Sous dialecte usug
- Burkixan
- Tsirxe
- Agul (agul central)
  - Sous dialecte tpig
  - Sous dialecte duldug
- Fite
- Xpyuk

### Qoshan
(environ 4 000)
- Burshag
- Xudig

## Vocabulaire
- Agul : bic̣if (petit)- xed (eau)- pinc̣ (plume)- zabz (fourmi)
- Qoshan : ic̣í-r - š:iri - purc̣ - zewz
- « gap » signifie la main en agul mais désigne la paume de la main en qoshan

## Sources
- (ru) М.Е. Aлексеев, Н.Д. Сулейманов, Aгульский язык, dans Яазыки мира, Кавказские яазыки, Moscou, Izd. Academia, 1999  (ISBN 978-5-87444-079-4)
- (ru) A.A. Maгoметов, Aгульский язык, исследование и тексты, Tbilissi, Mecniereba, 1970.